# ウルトラ6兄弟VS怪獣軍団
『ウルトラ6兄弟VS怪獣軍団』（ウルトラろくきょうだいたいかいじゅうぐんだん、タイ語原題：หนุมาน พบ 7 ยอดมนุษย์＝Hanuman pob Jed Yodmanud）は、1974年に制作された円谷プロダクション、チャイヨー・プロダクション合作の劇場映画。
1979年3月17日に松竹洋画系で公開された。タイでは1974年11月29日に初公開された後、2001年には劇中音楽の差し替えや再アフレコを施し、リバイバル公開された。

## 概要
仏像泥棒に殺害されたコチャン少年が、ウルトラの母の導きでインド神話に登場する白猿ハヌマーンとして復活し、ウルトラ6兄弟（ゾフィーからウルトラマンタロウまでの6人）とともにタイに出現した怪獣軍団と戦う。日本版タイトルにある「ウルトラ6兄弟」の通りポスターも彼らが前面に描かれているが、物語の主役はハヌマーンであり、ウルトラ6兄弟が参戦するのは終盤からである。
- 仏像泥棒が追いかけてきたコチャンを至近距離から射殺するという描写がある。
- 巨大化したハヌマーンが仏像を盗んだ強盗を追いかけ回し、「仏様を大切にしろ！ 大切にしない奴は死ぬべきなんだ！ さあ、殺してやるぞ！」と握り潰す。
- 水不足を解決するため、ハヌマーンが接近する太陽の神に直談判して遠ざける。
- ハヌマーンが「卍」のポーズで飛行する。
- 作品終盤における怪獣軍団とウルトラ6兄弟の戦いでは、怪獣軍団がウルトラ6兄弟とハヌマーンにリンチを受けるかの如くいたぶられた挙句、残虐に殺される。

など、当時の日本の子供向け特撮作品には向かない過激な映像描写も含め、タイの文化を下地にして製作されていたこともあり、日本公開当時も異色の作品であった。

### 作品の成立
1970年代半ば、タイで日本の漫画やアニメ、そしてヒーローが人気を博していた。本作品は、タイのチャイヨープロの社長ソンポート・シングデァンチャイが、かつて日本の東宝撮影所に留学して円谷英二や円谷皐らと親交を深めていた縁で製作された。原題は『ハヌマーンと7人のウルトラマン』を意味しており、ウルトラの母も含まれている。これはタイ語では「6」の発音が「転ぶ」を意味する単語と同じであり、あまり縁起の良い数字と考えられていないため、縁起をかついで「7人」としているためである。一方、『ファンタスティックコレクションNo.10 ウルトラマンII』（朝日ソノラマ・1978年発行）では、原題が「白猿ハヌマーン&ウルトラ6兄弟」と記載されている。
円谷プロとの合作は『ジャンボーグA&ジャイアント』に続く2作目である。また、本作品の終了後は東映の仮面ライダーと共演した『ハヌマーンと5人の仮面ライダー』や、本作品と『ウルトラマンZOFFY ウルトラの戦士VS大怪獣軍団』の映像を組み合わせて再編集した『ハヌマーンと11人のウルトラマン』（英題：SPACE WARRIORS 2000）、『ジャンボーグA&ジャイアント』のフィルムを流用した『エリマケトカゲ一人旅』も製作された。
インド神話に起源を発し、孫悟空のモデルともなった怪力で忠孝なハヌマーンは、タイの人気者である。芝居などでもオチに困ると脈絡なくハヌマーンが登場し、その度に大喝采となる。いわゆるデウス・エクス・マキナ、または日本の講談などでの加藤清正や源義経のような扱いである。そういった経緯もあり、本作品はハヌマーンがウルトラ戦士と共闘する娯楽作品となった。
BGMは『ウルトラセブン』からの流用が多いが、『ウルトラマンタロウ』からも流用されている。
制作当時は日本での公開は未定となっていたが、1970年代後半のウルトラブームを受け、急遽タイからネガを取り寄せて公開された。一部地域では、『実相寺昭雄監督作品ウルトラマン』や『ウルトラマンレオ レオ兄弟対怪獣兄弟』と併映された。
しかし、本作品の日本国内興業権の支払いに窮した円谷プロが、チャイヨープロに『ウルトラマンタロウ』以前のウルトラシリーズの海外使用権を譲渡する契約を交わす（チャイヨープロ側の主張）契機ともなった。そのため、本契約を巡って裁判が起こり、日本ではビデオやDVDの発売、雑誌掲載が行われない状態にある。

### 本作品の権利
2008年当初の時点では、チャイヨープロは本作品の著作権を主張しており、円谷プロはそれを否定も肯定もしていないとみられていたため、「合作」と主張する当事者はいなくなっていた。日本の著作権法では両者の権利は消滅しないため、共同制作物のままである。一方、タイにおいては2008年2月の最高裁判所の判決により、円谷プロのみが著作権を持つことで決着している。それ以外の国では2008年12月24日にチャイヨープロからユーエム社へ利用権が譲渡されているが、1998年にチャイヨープロからバンダイへ利用権行使の権利が売却されていたことが2011年に発覚したため、それぞれの国の司法においてチャイヨーの権利が有効であったとしても、ユーエム社はバンダイの許可なく利用権を行使できないうえ、円谷プロの権利が有効であるならばユーエム社に利用権はない。

## 登場人物
コチャン
ブッダを敬う、勇気ある10歳の少年。3人組の仏像泥棒に殺害されてしまうが、その姿を悲しんだウルトラの母によって白猿ハヌマーンの命を与えられて蘇った。
アナン
コチャンの親友で、マリサーの年の離れた幼い弟。ハヌマーンが蘇ったコチャンであると確信し、単身で追いかけるうちに熱射病となって倒れたところを、コチャンに助けられる。その後、コチャンに別れを告げられるが、基地の戦いではハヌマーンを応援し続けた。
日本語クレジットではアナンダ。
ヴィルット博士
ドーナ第7ロケット基地で人工降雨ロケットを開発し、タイの国を干ばつの危機から救おうとしている科学者。科学を過信しており、「科学こそ現代のハヌマーンだ」と考えている。頑固な性格でもあり、指揮官の「実験中止」という命令に平気で逆らった。ロケット施設を怪獣軍団に破壊された末に発狂し、燃え盛る基地の中でハヌマーンに助けを求めた。
続編の『ハヌマーンと5人の仮面ライダー』では精神は回復しており、ハヌマーンと仮面ライダーに協力した。
マリサー
アナンの年の離れた姉で、ヴィルット博士の助手。ヴィルット博士に「仏の力を忘れるな」と釘を刺す。アナンとともに基地から逃げる際、ゴモラに襲われたが、ウルトラ兄弟とハヌマーンに助けられた。
シープアク、シースリヤー
ドーナ第7ロケット基地の職員。『ウルトラマンタロウ』のZATの隊員服に似た制服を着ており、その下にはレオタードを着用している。日本語版では関西弁で会話する。テンションは高いが、怪獣軍団の出現になす術もなくひたすら右往左往していた。ウルトラ兄弟に関してはまったく知らないらしく、どこから来たのかと首をかしげていた。
仏像泥棒
仏像の首をもいで盗んだ3人組の仏像泥棒。そのうちの1人が追跡してきたコチャンを射殺したため、後に巨大化したハヌマーンから3人とも追いかけ回される。散々いたぶられた結果、1人は踏み潰され、1人は大木の下敷きになり、残った1人（コチャンを殺した張本人）は握り潰された。
続編の『ハヌマーンと5人の仮面ライダー』では1人がキングダークによって復活し、仮面ライダーたちと戦っている。
太陽の精スーリヤ
太陽の動きを支配する精で、チャリオットに乗っている。太陽の火の勢いを強くしたうえ、地球に近づき過ぎたためにタイの国に水不足をもたらしてしまい、ハヌマーンに説得されて地球から離れていった。
風の女神サワハ
タイの風の女神で、空から地上の平和を見守っている。体いっぱいに吸い込んだ風を吐き出し、ハヌマーンを生み出した。
サンユラニトリチャワーの花
『ラーマーヤナ』で語られる、ハヌマーンがラクサナを助けた話に登場する花。
サッパーヤ山の頂点に咲いている赤い花で、花汁をかければどんな傷口もたちまち治るという強力な治癒力を持っているが、太陽が昇りきる前にしないと効き目はなくなる。『ラーマーヤナ』では鬼の矢に倒れたラクサナを救うため、ハヌマーンは太陽にしばらく動かないでいてもらうよう懇願してまで、この花を手に入れた。本作品では熱射病に倒れたアナンを救うため、コチャンが再び手に入れた。
人間の女性のような人格を持っており、お茶目で人を馬鹿にしたような態度で、様々な場所に現れては消える。ハヌマーンでさえも、山の頂点で花を捕まえるのに苦労したほどだったが、最終的にはハヌマーンの尻尾で捕縛された。
ウルトラ6兄弟（ゾフィー、ウルトラマン、ウルトラセブン、帰ってきたウルトラマン、ウルトラマンA、ウルトラマンタロウ）
M78星雲でコチャンの復活を見届けた後、終盤には苦戦するハヌマーンを助けにタイへ飛来し、ともに戦った。アナンからは「ウルトラマン兄弟」と呼ばれていた。タイ版のポスターには、本作品には登場しないウルトラマンレオやアストラも描かれていると言われることがあるが、これは『ハヌマーンと11人のウルトラマン』のもので、『ウルトラ6兄弟VS怪獣軍団』当時のものから描き足されている。
ウルトラの母
ウルトラ兄弟の母親的存在。コチャンの遺体をM78星雲へ運び、新たな命を与えた。本編中、ハヌマーンとの共演は無いが、地球上のセットにおいて二者が並んだ特写スチールは存在している（この際に用いられたスーツは、ブーツ部分が銀色となっている）。

## 白猿ハヌマーン
1万年以上前からタイの平和を守ってきた風神ラマヤーナの子で、風の女神サワハによって誕生した。3人組の仏像泥棒に殺害された、勇気ある少年・コチャンにウルトラの母が白猿ハヌマーンの命を与えた。両手を胸の前で合わせて祈ると変身する。常に猿のように跳ねており、踊っているようにも見える。劇中でゴモラ率いる怪獣軍団を相手にウルトラ6兄弟と共闘する際には、タイ式ボクシングも披露している。身長、体重は共に不明。
叙事詩『ラーマーヤナ』においてハヌマーンは風神ヴァーユと、猿王ケーシャーリーの妻アンジャナーとの子となっている。また、友人ラックサナが矢に打たれた、という話も原典では叙事詩の主人公ラーマ王子（ラックサナはその弟）であり、時間稼ぎに諭した相手は太陽ではなく月だった。なお、タイに一般的に流布している『ラーマーヤナ』の伝本は、インドで一般的なヴァールミキ版ではなく、ラーマ1世による『欽定版ラーマキエン』と呼ばれる伝本やその流れを汲むもので、タイ独自の要素を多く含んでいる。尻尾の形状や体色の異なる兄弟が数人存在する。
なお、タイのウルトラ戦士と称しているメディアも存在する。
ハヌマーンのデザインはタイの現地スタッフによるものであり、それを基に日本国内で着ぐるみが製作されている。特撮美術に関わっていた山田順啓が生前に自身のTwitterで証言したところによると、ハヌマーンの着ぐるみは2000年代前半頃まで九州・熊本県のウルトラマンランドの倉庫にあったらしいが、不用品として細かく刻んで廃棄処分されたという。

### 能力
三叉槍（トライデント）
柄の短い三叉槍。剣に変化する。
ハリケーンガン
三叉槍から発射する旋風。ゴモラ以外の怪獣を4匹纏めて舞い上げて落下させ、ダメージを与えた。また、ドロボンの体の肉を吹き飛ばして骸骨にして倒した。
ウィンドスラッシュ
三叉槍を変化させた3発の光輪。アストロモンスとダストパンの首を2匹まとめて切断して倒した。
三日月状カッター（名称不明）
三叉槍を変化させた剣を、三日月状カッターに変化させて投げつける。ゴモラを真っ二つにして倒した。
- 日本版パンフレットでは、上記の三日月状カッターとウィンドスラッシュは共に「ハヌマーンスラッシュ」と呼称されている。

飛行能力
卍型のポーズで飛行する。この他にも一時的にウルトラマンと同じポーズで飛行したこともある。
風化能力
風に変化して移動する。
投げ技
巴投げ、岩石落とし、ジャイアントスイングなどが得意。

## 登場怪獣
詳細は各リンク先を参照。
- 古代怪獣ゴモラ
- 泥棒怪獣ドロボン
- 暴君怪獣タイラント
- 宇宙大怪獣アストロモンス
- 妖怪怪獣ダストパン - これのみウルトラ怪獣ではなく[6]、日本初公開当時のチラシでの紹介文にも「『ミラーマン』からの特別ゲスト」と明記されている[3]。

## キャスト
※括弧内は日本語吹き替え
- コチャン - コ・ガオデンディ（佐久間あい）
- アナン - アナン・プリーチャー（白川澄子）
- ヴィルット博士 - ヨーチャイ・メクスワン（仲木隆司）
- マリサー - パワナー・チャナチット（栗葉子）
- シープアク - シープア（滝口順平）
- シースリヤー - シースリヤー（兼本新吾）
- 盗賊 - カン・ボンチョ（水鳥鉄夫[注釈 9]）、チャン・ワンペン、ソムノーク（橋本茂雄）
- 太陽の精スーリヤ - 久須美護
- ナレーター - 木原正二郎

### 声の出演
- ハヌマーン - 二又一成
- ウルトラマン、スーリヤ - 古川登志夫
- ウルトラの母、サンユラニトリチャワーの花 - 上坂タエ子

## スタッフ
- 企画・制作 - 円谷皐
- プロデューサー - ソンポート・シングデァンチャイ、伊藤久夫
- 脚本 - 若槻文三、淡豊明、ソンポート・シングデァンチャイ
- 音楽 - 冬木透
  - 音楽制作 - 玉川静（円谷音楽出版）
- 撮影 - 町田敏行
- 照明 - 佐山五郎
- 美術 - 大澤哲三
- 編集 - 柳川義博、小林煕昌
- 効果 - 小川勝男
- 録音 - 中里勝範
- スクリプター - 堀ヨシ子
- プロデューサー補 - 福井顕
- 制作主任 - 川口秀雄
- 現像 - 東京現像所
- 録音 - プロセンスタジオ
- 監督 - 東條昭平

特撮スタッフ
- 撮影 - 佐藤貞夫
- 照明 - 鎌田靖男
- 美術 - 島崎尭司
- 視覚効果 - 中野稔
- 操演 - 平鍋功
- 助監督 - 関武己
- 制作主任 - 大橋和男
- 特殊技術 - 佐川和夫

## 主題歌
「ぼくらのウルトラマン」
作詞・作曲 - 谷のぼる / 編曲 - 高田弘 / 歌 - 佐々木いさお、コロムビアゆりかご会
- 日本版の主題歌。タイ版ではまったく別の歌が流れるが、その内容はハヌマーンに関連したものになっており、その後のハヌマーンシリーズや2000年代の再編集公開版ではオリジナルの音源も使用された。こちらはタイ国初公開時にシングルリリースされた。大ヒットであったため、現在でもタイの中古レコード店に流通することがある。
- 1999年発売の『ULTRAMAN COMPLETE SONG COLLECTION』に収録されて以降、「スーパーヒーロー・クロニクル」シリーズ（2003 - 2004年発売）にも収録されないなどという状態が続いていたが、2016年3月2日発売の『ウルトラマンシリーズ放送開始50年 ウルトラマン主題歌大全集 1966-2016』に再録された。

## 映像ソフト化
前述の通り、円谷プロとチャイヨープロがウルトラマンの権利を巡って国際裁判が行われるなど関係が悪化した以降、日本国内での映像ソフト化は中止されている。それ以前にはVHSやLD（1986年に日本コロムビアより発売）が存在した。当時は多くのレンタルビデオ店でも本作品のVHSが扱われていたが、ビデオテープの損耗による撤去やレンタル媒体がVHSからDVDに移行したことにより、後年ではほとんど流通していない。一方、タイではビデオやDVDが発売されているため、PAL規格を再生可能な機器で視聴できる（ただし、2001年リバイバル公開版あるいはこれの再編集版）。
オリジナル版
宇宙に帰るウルトラ6兄弟をハヌマーンが見送った後、自らも空に飛んで帰るというラストになっている。続編『ハヌマーンと5人の仮面ライダー』ではコチャンは登場せず、変身シーンもない（ただし、ハヌマーンに復讐されて地獄に落ちた泥棒団の回想として、コチャンの変身シーンがある）。
日本版にこのシークエンスはない。しかし、日本版の音楽などを後年の音源に差し替えたタイで発売されているビデオCDは、日本版と同じラストになっている。また、泥棒退治など一部に日本版より尺が長い部分があるが収録されておらず、タイで発売されているDVDには存在する。

## ハヌマーンと11人のウルトラマン
『ハヌマーンと11人のウルトラマン』（タイ語原題：หนุมาน พบ 11 ยอดมนุษย์=Hanuman pob Sibed Yodmanud）は、チャイヨー・プロダクションが1984年に『ウルトラ6兄弟VS怪獣軍団』を再編集し、製作した映画。タイで放映された後、アメリカ合衆国で『SPACE WARRIORS 2000 (The Year of the Monkey Wrench) 』のタイトルで放映されたとされる。日本では未放映で、長らく謎の作品として扱われてきた。
『ウルトラ6兄弟VS怪獣軍団』にウルトラの父、ウルトラの母、ウルトラマンレオ、アストラ、ウルトラマンキング、ウルトラマン80、ユリアンの出演シーンを追加したといい、実際には『ウルトラ6兄弟VS怪獣軍団』に『ウルトラマンZOFFY ウルトラの戦士VS大怪獣軍団』の映像を組み合わせたものとされる。
タイの裁判所における円谷プロとの裁判（ウルトラマン訴訟）では、『ウルトラ6兄弟VS怪獣軍団』と同じ作品（再編集版）として扱われている。